# Maumee
Il Maumee è un fiume degli Stati Uniti, immissario del lago Erie.

## Descrizione
Il fiume ha origine a Fort Wayne nel nord-est dell'Indiana dalla confluenza dei fiumi St. Joseph e St. Marys. Scorre prevalentemente verso nord-est formando una lunghissima serie di meandri. Entra nel territorio dell'Ohio e scorre nel nord-ovest dello Stato fino a sfociare nella Maumee Bay del lago Erie a Toledo.

## Storia
Nei pressi del fiume, nella contea di Lucas, fu combattuta nel 1794 la battaglia di Fallen Timbers che vide la sconfitta della confederazione indiana di Blue Jacket ad opera dell'esercito americano comandato dal generale Anthony Wayne. A seguito della battaglia gli indiani cedettero la valle del fiume Maumee agli 
Stati Uniti.